# Waalse Gewestraad (samenstelling 1985-1987)
Dit is de lijst van de leden van de Waalse Gewestraad in de legislatuur 1985-1987. De Waalse Gewestraad was de voorloper van het Waals Parlement en werd nog niet rechtstreeks verkozen.
De legislatuur 1985-1987 telde 103 leden. Dit waren de 69 leden van de Franse taalgroep uit de Kamer van volksvertegenwoordigers verkozen bij de verkiezingen van 13 oktober 1985 en de 34 rechtstreeks gekozen leden van de Franse taalgroep uit de Belgische Senaat, eveneens verkozen op 13 oktober 1985. De verkozenen voor de kieskring Brussel hoorden daar niet bij, omdat deze kieskring niet tot het Waals Gewest behoort. 
De legislatuur ging van start op 27 november 1985 en eindigde op 9 november 1987.
De Waalse Gewestraad controleerde die legislatuur de werking van de Waalse Regering-Wathelet, een meerderheid gevormd door PRL en PSC. De oppositiepartijen zijn dus PS en Ecolo.
Normaal gezien moesten er 104 leden zijn. De Nederlandstalige en Vlaams-nationalistische senator Toon Van Overstraeten, die via het systeem van apparentering verkozen geraakt was in de kieskring Nijvel, mocht wegens het dubbelmandaat automatisch zetelen in de Waalse Gewestraad. De Waalse Gewestraad liet dit echter niet toe en weigerde om Van Overstraeten zijn zetel te laten innemen, waardoor er 103 leden waren.

## Samenstelling
| Fractie | Fractie | Zetels |
| ------- | ------- | ------ |
|         | PS      | 47     |
|         | PRL     | 26     |
|         | PSC     | 26     |
|         | Ecolo   | 4      |

## Lijst van de parlementsleden
| Volksvertegenwoordiger            | Partij | Kieskring                                   | Opmerkingen                                                                                               |
| --------------------------------- | ------ | ------------------------------------------- | --- |
| Yves-Jean du Monceau de Bergendal | PSC    | Nijvel                                      | |
| André Antoine                     | PSC    | Nijvel                                      | |
| Valmy Féaux                       | PS     | Nijvel                                      | |
| Léon Walry                        | PS     | Nijvel                                      | |
| Louis Michel                      | PRL    | Nijvel                                      | |
| Serge Kubla                       | PRL    | Nijvel                                      | |
| Philippe Maystadt                 | PSC    | Charleroi-Thuin                             | |
| Gérard le Hardÿ de Beaulieu       | PSC    | Charleroi-Thuin                             | |
| Philippe Busquin                  | PS     | Charleroi-Thuin                             | |
| Jean-Pol Henry                    | PS     | Charleroi-Thuin                             | |
| André Baudson                     | PS     | Charleroi-Thuin                             | |
| Jacques Collart                   | PS     | Charleroi-Thuin                             | |
| Marc Harmegnies                   | PS     | Charleroi-Thuin                             | |
| Etienne Knoops                    | PRL    | Charleroi-Thuin                             | |
| Charles Petitjean                 | PRL    | Charleroi-Thuin                             | |
| Yves Delforge                     | Ecolo  | Charleroi-Thuin                             | Vervangt vanaf 4 februari 1987 Georges Dutry, die uit ontgoocheling ontslag neemt.                        |
| Albert Liénard                    | PSC    | Bergen-Zinnik                               | |
| Robert Urbain                     | PS     | Bergen-Zinnik                               | |
| Yvon Biefnot                      | PS     | Bergen-Zinnik                               | |
| Yvon Harmegnies                   | PS     | Bergen-Zinnik                               | |
| André Lagneau                     | PRL    | Bergen-Zinnik                               | Voorzitter van de commissie Economie, Werk en Middenstand.                                                |
| René Jérôme                       | PSC    | Bergen-Zinnik                               | |
| Richard Gondry                    | PS     | Bergen-Zinnik                               | |
| Colette Burgeon                   | PS     | Bergen-Zinnik                               | |
| José Brisart                      | Ecolo  | Bergen-Zinnik                               | |
| Willy Burgeon                     | PS     | Charleroi-Thuin                             | Secretaris.                                                                                               |
| André Bondroit                    | PS     | Charleroi-Thuin                             | |
| Daniel Ducarme                    | PRL    | Charleroi-Thuin                             | |
| Jean-Pierre Detremmerie           | PSC    | Doornik-Aat-Moeskroen                       | |
| Marc Lestienne                    | PSC    | Doornik-Aat-Moeskroen                       | Secretaris.                                                                                               |
| Jean-Baptiste Delhaye             | PS     | Doornik-Aat-Moeskroen                       | |
| Jean-Pierre Perdieu               | PS     | Doornik-Aat-Moeskroen                       | |
| André Bertouille                  | PRL    | Doornik-Aat-Moeskroen                       | |
| Denis D'hondt                     | PRL    | Doornik-Aat-Moeskroen                       | Voorzitter van de PRL-fractie.                                                                            |
| Alfred Léonard                    | PSC    | Hoei-Borgworm                               | |
| Guy Coëme                         | PS     | Hoei-Borgworm                               | |
| Victor Albert                     | PS     | Hoei-Borgworm                               | |
| Jean-Pierre Grafé                 | PSC    | Luik                                        | |
| Huberte Hanquet                   | PSC    | Luik                                        | |
| André Cools                       | PS     | Luik                                        | Ondervoorzitter.                                                                                          |
| Alain Van der Biest               | PS     | Luik                                        | |
| Gaston Onkelinx                   | PS     | Luik                                        | |
| Jean Mottard                      | PS     | Luik                                        | Voorzitter van de commissie Nieuwe Technologieën, Buitenlandse Betrekkingen, Algemene Zaken en Personeel. |
| Claude Dejardin                   | PS     | Luik                                        | |
| Pierre Tasset                     | PS     | Luik                                        | |
| Jean Gol                          | PRL    | Luik                                        | |
| Jean Defraigne                    | PRL    | Luik                                        | |
| Joseph Remacle Bonmariage         | PRL    | Luik                                        | |
| Marcel Neven                      | PRL    | Luik                                        | |
| José Daras                        | Ecolo  | Luik                                        | |
| Melchior Wathelet                 | PSC    | Verviers                                    | |
| Albert Gehlen                     | PSC    | Verviers                                    | Voorzitter van de commissie Ruimtelijke Ordening, Plattelandsleven en Water.                              |
| Yvan Ylieff                       | PS     | Verviers                                    | Voorzitter van de PS-fractie.                                                                             |
| Jean-Marie Happart                | PS     | Verviers                                    | |
| André Damseaux                    | PRL    | Verviers                                    | |
| Charles-Ferdinand Nothomb         | PSC    | Aarlen-Marche-Bastenaken-Neufchâteau-Virton | |
| Jacques Santkin                   | PS     | Aarlen-Marche-Bastenaken-Neufchâteau-Virton | |
| Louis Olivier                     | PRL    | Aarlen-Marche-Bastenaken-Neufchâteau-Virton | |
| Joseph Michel                     | PSC    | Aarlen-Marche-Bastenaken-Neufchâteau-Virton | |
| Michèle Detaille                  | PRL    | Aarlen-Marche-Bastenaken-Neufchâteau-Virton | |
| Michel Lebrun                     | PSC    | Namen-Dinant-Philippeville                  | Vervangt vanaf 21 oktober 1987 Emile Wauthy, die provinciegouverneur van Namen wordt.                     |
| Roger Delizée                     | PS     | Namen-Dinant-Philippeville                  | Secretaris.                                                                                               |
| Charles Cornet d'Elzius           | PRL    | Namen-Dinant-Philippeville                  | |
| André Tilquin                     | PSC    | Namen-Dinant-Philippeville                  | Ondervoorzitter.                                                                                          |
| Paul-Henry Gendebien              | PSC    | Namen-Dinant-Philippeville                  | Voorzitter van de PSC-fractie.                                                                            |
| Bernard Anselme                   | PS     | Namen-Dinant-Philippeville                  | |
| Robert Denison                    | PS     | Namen-Dinant-Philippeville                  | |
| Claude Eerdekens                  | PS     | Namen-Dinant-Philippeville                  | |
| Charles Poswick                   | PRL    | Namen-Dinant-Philippeville                  | Parlementsvoorzitter.                                                                                     |
| Charles Aubecq                    | PRL    | Nijvel                                      | |
| René Basecq                       | PS     | Nijvel                                      | Voorzitter van de commissie Begroting, Financiën en Gesubsidieerde Werken.                                |
| Pol-Gustave Boël                  | PRL    | Bergen-Zinnik                               | |
| Edgard Hismans                    | PS     | Bergen-Zinnik                               | |
| Willy Taminiaux                   | PS     | Bergen-Zinnik                               | |
| Jean Gevenois                     | PS     | Bergen-Zinnik                               | |
| Pierre Mainil                     | PSC    | Bergen-Zinnik                               | |
| Jacqueline Mayence-Goossens       | PRL    | Charleroi-Thuin                             | |
| Théophile Toussaint               | PS     | Charleroi-Thuin                             | |
| René Borremans                    | PS     | Charleroi-Thuin                             | |
| Nestor-Hubert Pécriaux            | PS     | Charleroi-Thuin                             | |
| Edgard Flandre                    | Ecolo  | Charleroi-Thuin                             | |
| Fernand Antoine                   | PSC    | Charleroi-Thuin                             | |
| Arnaud Decléty                    | PRL    | Doornik-Aat-Moeskroen                       | |
| Guy Spitaels                      | PS     | Doornik-Aat-Moeskroen                       | |
| Pierre Lenfant                    | PSC    | Doornik-Aat-Moeskroen                       | |
| Pierre Clerdent                   | PRL    | Luik                                        | |
| Philippe Monfils                  | PRL    | Luik                                        | |
| Jean-Maurice Dehousse             | PS     | Luik                                        | |
| Freddy Donnay                     | PS     | Luik                                        | |
| Gaston Paque                      | PS     | Luik                                        | |
| Gustave Hofman                    | PS     | Luik                                        | |
| Michel Hansenne                   | PSC    | Luik                                        | |
| Robert Collignon                  | PS     | Hoei-Borgworm                               | Voorzitter van de commissie Huisvesting en Voogdij.                                                       |
| Raymond Bataille                  | PSC    | Hoei-Borgworm                               | |
| Jean Gillet                       | PRL    | Verviers                                    | |
| André Grosjean                    | PS     | Verviers                                    | |
| Pierre Wintgens                   | PSC    | Verviers                                    | Voorzitter van de commissie Leefmilieu en Landbouw.                                                       |
| Marie-Thérèse Godinache-Lambert   | PRL    | Aarlen-Marche-Bastenaken-Neufchâteau-Virton | |
| Guy Lutgen                        | PSC    | Aarlen-Marche-Bastenaken-Neufchâteau-Virton | |
| Jules Doumont                     | PRL    | Namen-Dinant-Philippeville                  | Secretaris.                                                                                               |
| Jean-Baptiste Poulain             | PS     | Namen-Dinant-Philippeville                  | |
| Robert Belot                      | PS     | Namen-Dinant-Philippeville                  | |
| Amand Dalem                       | PSC    | Namen-Dinant-Philippeville                  | |